# Éditions Claire Paulhan
Les Éditions Claire Paulhan sont une maison d'édition française de littérature établie à Paris.

## Historique
Fondée en 1996[réf. nécessaire] par Claire Paulhan, petite-fille de Jean Paulhan, cette petite maison d’édition indépendante est spécialisée dans la littérature autobiographique : journaux intimes, correspondances littéraires, textes autobiographiques et mémoires inédits, rédigés par des écrivains des XIXe et XXe siècles, couvrant la période comprise entre l'Affaire Dreyfus et Mai 1968. Claire Paulhan a repris à son catalogue certains des journaux intimes et correspondances qu'elle avait publiés autrefois chez les éditeurs qui lui apprirent le métier : Ramsay (1985-1991), Seghers (1991-1994) ou Verdier (1995). 

## Anecdote
Au milieu des années soixante, Jean Paulhan a calligraphié, dans un petit carnet d'autographes que sa petite-fille lui a présenté, l'étrange phrase suivante : « Si j'étais une huître, je ne cultiverais pas ma perle. » Dans un entretien avec Marie Étienne, Claire Paulhan explique que deux lectures de cette énigme s'offrent à elle maintenant : « Soit mon grand-père m'incitait à renoncer à faire avec soin le travail pour lequel j'étais peut-être “programmée” (et j'aurai alors résisté à cette injonction moqueuse) ; soit il désirait m'entraîner à cultiver la perle des autres, et c'est ce que je fais, me semble-t-il. »